# 康拉德·哈尔·沃丁顿
康拉德·哈尔·沃丁顿 CBE FRS FRSE（Conrad Hal Waddington），简写C·H·沃丁顿（C. H. Waddington，1905年11月8日—1975年9月26日），是英国发育生物学家、古生物学家、遗传学家、胚胎学家和哲学家。他为系统生物学、表观遗传学和进化发育生物学的早期发展奠定了基础。他职业生涯中主要时间（1947-1974）都在爱丁堡大学担任动物遗传学教授。
尽管他的基因同化（genetic assimilation）理论有着达尔文式的解释，但包括费奥多西·多布然斯基和恩斯特·瓦尔特·迈尔在内的许多顶尖进化生物学家们认为，沃丁顿实际是使用基因同化来支持所谓的拉马克遗传，即在生物体的一生中通过环境的影响获得遗传特征的过程。
沃丁顿有广泛的兴趣，包括诗歌和绘画，以及左翼政治倾向。在他的著作《科学态度》 （1941）中，他触及了中央计划等政治话题，并称赞马克思主义是“深刻的科学哲学”。他也是2010年诺贝尔生理学或医学奖得主，试管婴儿之父罗伯特·爱德华兹的导师。